# Il vendicatore (film 1989)
Il vendicatore (The Punisher), successivamente noto anche come Il vendicatore - The Punisher, è un film del 1989, diretto da Mark Goldblatt.
La pellicola ha per protagonista il Punitore, il famoso personaggio dei fumetti della Marvel Comics che è interpretato da Dolph Lundgren. Il film si discosta molto dal fumetto d'origine: per esempio il personaggio non ha sulla maglietta il famoso teschio (che appare solo sui coltelli che usa) e, anziché un ex-soldato, Frank Castle è un poliziotto esperto di arti marziali alleato con la mafia per sconfiggere un potente clan della yakuza.
La totale infedeltà rispetto ai fumetti deluse i fan e suscitò numerose critiche negative, tanto che il film venne immediatamente ritirato dalle sale e distribuito in home video. In italiano il titolo del film è diventato Il vendicatore; ciò nonostante intere frasi nel doppiaggio ripetono più volte il verbo "punire", che richiama il titolo originale.

## Trama
L'agente della polizia di New York Frank Castle si è isolato dal resto del mondo per cinque anni, dopo la morte di moglie e figli per una autobomba destinata probabilmente a lui. In questi cinque anni ha attaccato senza tregua il crimine organizzato, uccidendo centoventicinque criminali e rovinando i traffici di droga; Jake Berkowitz, altro agente di polizia e fuori dagli schemi che nel fargli da mentore è riuscito anche a liberarsi dalla schiavitù dell'alcol, lo cerca praticamente da solo per riportarlo alla ragione. Il solo uomo che conosca la vera identità di Castle è Shake, un attore in declino e dedito all'alcol.
Intanto le rappresaglie di Castle hanno indebolito la mafia a tal punto che la yakuza ha deciso di farsi avanti, fingendo di voler trattare; in realtà alcuni capifamiglia vengono eliminati e gli altri vengono ricattati prendendo in ostaggio i loro figli. I rapimenti fanno infuriare Castle, che si era tenuto inizialmente fuori aspettando che i criminali si massacrassero l'un l'altro; dopo qualche difficoltà, riesce a scoprire la prigione dei piccoli ostaggi, irrompe con un autobus rubato e li porta via.
Nel frattempo la signora Tanaka, oyabun della yakuza, ha fatto uccidere quasi tutti i boss della mafia compresi quelli che hanno pagato per riavere i bambini; tra i sopravvissuti l'unico capace di reagire è Gianni Franco, il cui figlio Tommy è ancora nelle mani della yakuza. Franco fa evadere Castle il giorno del processo e gli rivela che era stato lui a ordinare di mettere la bomba nell'auto di Castle che era destinata a uccidere solo lui; la sua famiglia, salendo sull'auto, rimase uccisa al suo posto, cosa che Franco non aveva previsto che avvenisse, né aveva immaginato che Frank a causa di ciò sarebbe diventato un giustiziere. Poiché però non può salvare il figlio da solo chiede aiuto a Frank sapendo che è l'unico che può aiutarlo; al suo rifiuto, minaccia di uccidere Berkowitz, costringendo Castle ad accettare, ricordandogli che dopo saranno nemici come prima.
Castle e Franco, con l'aiuto di Shake entrano di nascosto nel quartier generale degli yakuza, sabotando corrente ed ascensori per isolare l'edificio e danno il via ad una strage; alla fine, Franco arriva da Lady Tanaka che si fa scudo con Tommy, ma l'intervento di Castle capovolge la situazione; Franco si rende conto che non avrà mai più un'occasione così ghiotta per liberarsi del Punitore e ci prova, sennonché Castle già ferito ha la meglio e lo uccide; Tommy (che non ha mai conosciuto prima la vera natura del padre) prende una pistola e la punta su Castle, il quale volendo mettere alla prova il piccolo per vedere se è diverso dal padre si inginocchia facendosela puntare alla fronte, ma Tommy non riesce a premere il grilletto e Castle se ne va ricordando al ragazzino di imparare a vivere onestamente.
Berkowitz, che intanto si è sbarazzato dei suoi carcerieri, si precipita al grattacielo degli yakuza; in cima trova solo parecchi cadaveri ammucchiati e Tommy; ma del Punitore nessuna traccia: è tornato a nascondersi nel sottosuolo cittadino, pronto ad uscirne per proseguire nella sua opera nell'ombra.

## Scene tagliate
La versione originale del film comprendeva una scena iniziale di 20 minuti, poi tagliata; viene mostrata una notte di lavoro di Castle e Berkowitz, in cui i due (aiutati da una giovane recluta che anni dopo aiuterà Berkowitz a cercare il Vendicatore) cercano di arrestare uno spacciatore; l'azione fallisce perché i sospetti scappano o muoiono, ma i due riescono ad arrivare al loro capo, un boss amico di Franco; quest'ultimo sta accompagnando il figlio Tommy di pochi anni all'aeroporto per mandarlo in un collegio europeo. Castle e Berkowitz arrivano giusto in tempo per evitare che il loro sospetto si imbarchi a sua volta, notificandogli il mandato di comparizione in tribunale; Castle incontra anche Tommy ed evita di far scoprire la natura del padre, guadagnandosi il rispetto di Gianni Franco; il suo amico promette di occuparsi di Castle e fa mettere una bomba nell'auto di famiglia, ma la macchina viene presa dalla moglie con i figli ed esplode; Castle (che stava arrivando a casa accompagnato dal collega) corre verso l'auto che esplode una seconda volta; il suo corpo non sarà mai trovato, perché è sopravvissuto per diventare The Punisher.

## Accoglienza
Sul sito web aggregatore di recensioni Rotten Tomatoes il film ha un indice di gradimento del 28% basato sulla base di 18 recensioni professionali con un voto di 3.75/10. Il consenso del sito afferma: "Nonostante l'apparentemente indistruttibile Dolph Lundgren con una balestra, Il vendicatore è una noiosa battaglia individuale con scene d'azione infinite". Su Metacritic, la pellicola ha un punteggio medio ponderato di 63 su 100, basato su 4 recensioni professionali indicando recensioni "generalmente favorevoli". Christopher Null ha assegnato al lungometraggio 1 su 5, affermando che il film era "guastato da set di cheeseball ed effetti speciali, sequenze di combattimento zoppicanti e alcune delle peggiori recitazioni mai viste in disonore dello schermo". MTV lo ha citato come un esempio di adattamento cinematografico fallito di un fumetto, lamentandosi del fatto che il film ometteva diversi aspetti del personaggio che lo rendevano avvincente e sarebbe servito meglio se si fosse avvicinato alla trama del materiale originale. Pur criticando la trama e la recitazione della pellicola, la riviste Time Out ha concluso che il film era "divertentemente distruttivo, riprovevole e meraviglioso". TV Guide gli ha assegnato tre stelle su quattro, elogiando l'interpretazione di Lundgren e paragonando la caratterizzazione del Punitore a quella della rivisitazione di Batman da parte di Frank Miller in Batman: Il ritorno del Cavaliere Oscuro. Ha inoltre elogiato l'atmosfera generale, definendola "veramente simile a un fumetto, piuttosto che a un cartone animato".
Alberto Cassani di CineFile criticò la regia di Goldblatt definendola scarsa sia quando si trattava di muovere la macchina da presa sia quando doveva dirigere gli attori, mentre la sceneggiatura costruiva dei criminali da sceneggiata napoletana e dei dialogo che sembravano quelli della parodia di un film di mafia. L'unica cosa che apprezzò era la presenza di Louis Gossett Jr. nel cast, ma ciò non lo salvava dall'essere uno dei peggiori cinefumetti di tutti i tempi.

## La versione DVD
In Italia il film è stato distribuito in DVD dalla Quadrifoglio Production nel 2011 e in Blu-ray dalla Terminal Video nel 2013. Esiste inoltre un'ulteriore versione in DVD, prodotta e distribuita dalla Quadrifoglio Production, pubblicizzata come "Edizione Restaurata Integrale" della durata di 99 minuti.